# Lorensbergsgatan, Stockholm
Lorensbergsgatan är en gata belägen vid Hornstull på Södermalm i Stockholm. Gatan ligger mellan Heleneborgsgatan och Söder Mälarstrand samt gränsar till Pålsundsgatan. 
Lorensbergsgatan ligger vid Pålsundet och Långholmen ovanför malmgården Heleneborg. 
Lorensbergsgatan är en återvändsgata med endast tre fastigheter.